# Krăstatița, Smolean
Krăstatița (în bulgară Кръстатица) este un sat în comuna Banite, regiunea Smolean,  Bulgaria. 

## Demografie
Componența etnică a satului Krăstatița
     Bulgari (94,66%)
     Nicio identificare (5,33%)
     Altele (0%)
La recensământul din 2011, populația satului Krăstatița era de 75 locuitori. Din punct de vedere etnic, majoritatea locuitorilor (94,66%) erau bulgari. Pentru 5,33% din locuitori nu este cunoscută apartenența etnică.